# 富沢佳奈
富沢 佳奈（とみざわ　かな、1999年7月6日 - ）は、埼玉県さいたま市出身の日本人の女子柔道選手である。階級は57kg級。身長161cm。血液型はO型。段位は参段。組み手は右組み。得意技は内股。

## 経歴
柔道は5歳の時に弘道館新井道場で始めた。小学校5年生の時には全国小学生学年別柔道大会40kg級で5位になった。6年生の時には45kg級に出場して3位だった。田島中学2年の時には全国中学校柔道大会52kg級で決勝まで進むが、大成中学3年の武田亮子に技ありで敗れた。3年の時には全国中学校柔道大会の準決勝でバルセロナオリンピック71kg級金メダリストの古賀稔彦の娘である東橘中学2年の古賀ひよりを有効で破ると、決勝ではユースオリンピック66kg級金メダリストである阿部一二三の妹で夙川学院中学2年の阿部詩を合技で破って優勝した。
埼玉栄高校へ進むと、1年の時には4月の全日本カデの決勝で阿部と対戦して、技ありを先取されるも合技で逆転勝ちして優勝を飾った。8月には17歳以下の世界一を決める大会である世界カデに出場して、初戦で優勢勝ちした以外は全て一本勝ちして優勝を果たした。団体戦では決勝のクロアチア戦をはじめオール一本勝ちしてチームの優勝に貢献した。9月の全日本ジュニアでは3位だったが世界ジュニア代表に選ばれた。世界ジュニアでは初戦でハンガリーの選手と対戦するが、試合開始から僅か30秒あまりで足取りの反則負けを喫した。団体戦では決勝のフランス戦を始め全試合に勝利してチームの優勝に貢献した。シニアデビュー戦となった11月の講道館杯では準決勝で敗れるも、高校1年ながら3位となった。2016年3月の全国高校選手権では、決勝で大成高校2年の武田亮子を有効で破って優勝した。団体戦では準々決勝で東大阪大敬愛高校に敗れて5位だった。
2年の時には4月のロシアジュニア国際決勝で地元ロシアの選手を合技で破って優勝を飾った。8月のインターハイでは決勝で比叡山高校2年の瀧川萌に技ありで敗れて2位に終わった。3月の全国高校選手権では3回戦で敗れて2連覇はならなかった。
3年の時には階級を57kg級に上げると、8月のインターハイ個人戦では優勝した。9月の全日本ジュニアでは準決勝で大会3連覇を狙っていた三井住友海上の舟久保遥香と対戦すると、GSを含めて9分以上の戦いの末に反則勝ちを収めるが、決勝では筑波大学3年の柴田理帆にGSに入ってから小内巻込の技ありで敗れて2位だった。2018年2月のベルギー国際では優勝した。
2018年4月には東海大学へ進むと、4月の選抜体重別では初戦でコマツの芳田司に反則負けした。6月の優勝大会では5位だった。9月の全日本ジュニアでは決勝で舟久保にGSに入ってから反則勝ちして優勝した。10月の世界ジュニアでは準決勝でフランスのサラ＝レオニ・シジクに技ありで敗れるも、3位決定戦でモンゴルのルハグバトゴー・エンフリーレンを技ありで破って3位になった
。世界ジュニア団体戦では準決勝のジョージア戦のみの出場となったが上四方固で勝利すると、その後チームは決勝でブラジルを破って優勝を飾った。11月の講道館杯では決勝で舟久保をGSに入ってから技ありで破って優勝した。続くグランドスラム・大阪では2回戦でカナダのジェシカ・クリムカイトに技ありで敗れた。2019年2月のヨーロッパオープン・オーバーヴァルトでは準々決勝でブラジルのラファエラ・シルバに技ありで敗れるも、その後の3位決定戦でルハグバトゴーを合技で破って3位になった。
2年の時には4月の選抜体重別準決勝で芳田に反則負けして3位だった。続くアジアパシフィック柔道選手権では2回戦でモンゴルのドルジスレン・スミヤにGS含めて10分以上の戦いの末に反則勝ちを収めると、準決勝でも韓国の金ジャンディを技ありで破るが、決勝で北朝鮮のキム・ジナにGSに入ってから反則負けを喫して2位に終わった。団体戦では準決勝のモンゴル戦でドルジスレン、決勝の韓国戦で金にそれぞれ反則勝ちしてチームの優勝に貢献した。6月の優勝大会では決勝の山梨学院大学戦で勝利するなどしてチームの12年ぶりの優勝に貢献した。7月のユニバーシアードでは決勝でフランスのゲタヌ・デュベールを合技で破るなど全て一本勝ちして優勝を飾った。団体戦では初戦から決勝まで全て勝利してチームの優勝に貢献した。
3年の時には11月の講道館杯準々決勝でコマツの鶴岡来雪に小内巻込で敗れると、敗者復活戦でも舟久保に大外刈の技ありで敗れた。
4年の時には優勝大会で優勝した。
2022年からは了徳寺大学の職員となった。また、東海大学の大学院にも進学した。2023年からはSBC湘南美容クリニックの所属となるが、2025年3月に柔道部を退部した。

## 戦績
- 2010年 -　全国小学生学年別柔道大会　5位(40kg級)
- 2011年 -　全国小学生学年別柔道大会　3位(45kg級)

52kg級での戦績
- 2013年 -　全国中学校柔道大会　2位
- 2014年 -　全国中学校柔道大会　優勝
- 2015年 -　全日本カデ　優勝
- 2015年 -　ドイツカデ国際　優勝
- 2015年 -　世界カデ　個人戦　優勝　団体戦　優勝
- 2015年 -　全日本ジュニア 3位
- 2015年 -　世界ジュニア　団体戦　優勝
- 2015年 -　講道館杯　3位
- 2016年 -　全国高校選手権　個人戦　優勝　団体戦　5位
- 2016年 -　ロシアジュニア国際　優勝
- 2016年 -　金鷲旗　5位
- 2016年 -　インターハイ 2位
- 2016年 -　全日本ジュニア 3位
- 2016年 - 国体少年女子の部　2位

57kg級での戦績
- 2017年 -　インターハイ　優勝
- 2017年 -　全日本ジュニア 2位
- 2017年 -　講道館杯　7位
- 2017年 -　エクサンプロバンスジュニア国際　優勝
- 2018年 -　ベルギー国際 優勝
- 2018年 -　優勝大会　5位
- 2018年 -　全日本ジュニア 優勝
- 2018年 -　世界ジュニア　3位
- 2018年 -　世界ジュニア団体戦　優勝
- 2018年 -　講道館杯　優勝
- 2019年 - ヨーロッパオープン・オーバーヴァルト　3位
- 2019年 - 選抜体重別　3位
- 2019年 - アジアパシフィック柔道選手権　個人戦　2位　団体戦　優勝
- 2019年 - 優勝大会 優勝
- 2019年 - ユニバーシアード　個人戦　優勝　団体戦　優勝
- 2020年 -　講道館杯　7位
- 2021年 - 優勝大会　優勝
- 2022年 -　全日本強化選手選考会　3位
- 2022年 - 実業個人選手権　3位
- 2023年 -　シニア体重別　2位

(出典、JudoInside.com)